# Carlinhos Veiga
Carlinhos Veiga, nome artístico de Carlos da Veiga Feitoza (Goiânia, 7 de fevereiro de 1963), é um cantor, compositor, multi-instrumentista e arranjador brasileiro de música popular brasileira. Carlinhos gravou até o momento nove álbuns, um DVD e seis singles, entre eles "Mata do Tumbá", "Flor do Cerrado", "Chão", "Aurora Me Raiou", "Siripequi: Entre Mangues e Cerrados", entre outros. Carlinhos foi um dos fundadores e ex-integrante da banda Expresso Luz por doze anos.
É, também, pastor da Igreja Presbiteriana do Lago Norte e colunista na revista Ultimato.

## Biografia
Recebeu da família forte influência musical de cantorias e serenatas. Sua trajetória musical vem de 1985, com a participação no grupo musical Expresso Luz, da Mocidade para Cristo, onde viajou pelo país. Em 1990 adotou a viola caipira, o que inaugurou uma nova fase em sua carreira.[carece de fontes?]
Em 1995 participou do Prêmio BEG Natureza, promovido pelo Banco do Estado de Goiás, recebendo o prêmio maior na categoria canção.[carece de fontes?]
Em 1997, deixou o Expresso Luz para dar continuidade à sua carreira solo. Em 2002, produziu o disco Mata do Tumbá, um de seus títulos de maior sucesso. Após gravar o especial Santa Louvação (2003), a parceria Siripequi: Entre Mangues e Cerrados com Rogério Pinheiro (2005) e o inédito Flor do Cerrado (2007), Carlinhos gravou seu primeiro CD e DVD ao vivo em 2011, de título Chão.
Em 2016, com mais de 30 anos de carreira, Carlinhos Veiga lançou o EP Aurora me Raiou. Com sete faixas, o disco caracteriza o cantor com mais influências da MPB e jazz, além da regravação da música "Menino".

## Discografia

### Solo
- 1996: Terra
- 1999: Menino
- 2002: Mata do Tumbá
- 2003: Santa Louvação
- 2005: Siripequi: Entre Mangues e Cerrados
- 2007: Flor do Cerrado
- 2011: Chão
- 2014: Parceiragens
- 2016: Aurora me Raiou

### Com o Expresso Luz
- 1988: Expresso Luz
- 1992: Brasis do Brasil
- 1997: Cordel

## Teólogo
Como teólogo, foi autor do Capítulo: "Cumprindo a missão com arte" no Livro: Igreja: agente de transformação".